# Аллахабадський університет
25°27′55″ пн. ш. 81°51′35″ сх. д. / 25.46528° пн. ш. 81.85972° сх. д.
Аллахабадський університет (гінді इलाहाबाद विश्वविद्यालय) — державний вищий навчальний заклад в індійському місті Аллахабад. Університет був створений 1887 року на базі М'юрського центрального коледжу.

## Відомі випускники
- Шанкар Шарму — президент Індії у 1992—1997 роках
- Махаріші Махеш Йогі — відомий проповідник і духовний лідер